# Gräsgrön guldbagge
Gräsgrön guldbagge (Cetonia aurata), eller guldsmed är en skalbagge i underfamiljen guldbaggar. Den gräsgröna guldbaggen är metalliskt grönglänsande, med några svaga vita tvärgående streck på täckvingarna. Den är mellan 14 och 20 millimeter lång. Guldbaggen äter nektar och ses ofta på blommor.
Guldbaggen flyger ofta i solsken. Till skillnad från andra skalbaggar kan den flyga utan att lyfta på och sära på täckvingarna. Det beror på att täckvingarnas kant på yttersidan nära basen är försedd med en utskärning, genom vilken flygvingarna kan fällas ut.

## Kännetecken
Guldbaggen är 14–20 millimeter lång och är ofta metalliskt grönglänsande. Variationen inom arten visar sig i att det även finns individer som kan vara mer eller mindre guldfärgade, ha en bronsfärgad glans, eller vara mörkare grönblå eller närmast blåvioletta. På täckvingarna finns svaga vita tvärgående streck. Undersida på skalbaggen är rödaktigt kopparfärgad. Bakkroppen är jämnbred, halsskölden (prothorax) är bred och halvcirkelformad och det finns en tydlig triangulär skutell. Huvudet är litet och antennerna är ganska korta, böjda och har solfjäderformade antennklubbor.
Guldbaggen har egenskapen att den kan flyga utan att lyfta upp täckvingarna. Detta kan den göra tack vare att täckvingarnas kant på yttersidan nära basen är försedd med en utskärning, genom vilken flygvingarna kan fällas ut.
Larven är vitgulaktig med gles fin behåring och ett litet brungulaktigt huvud. Dess kropp har formen av ett C.

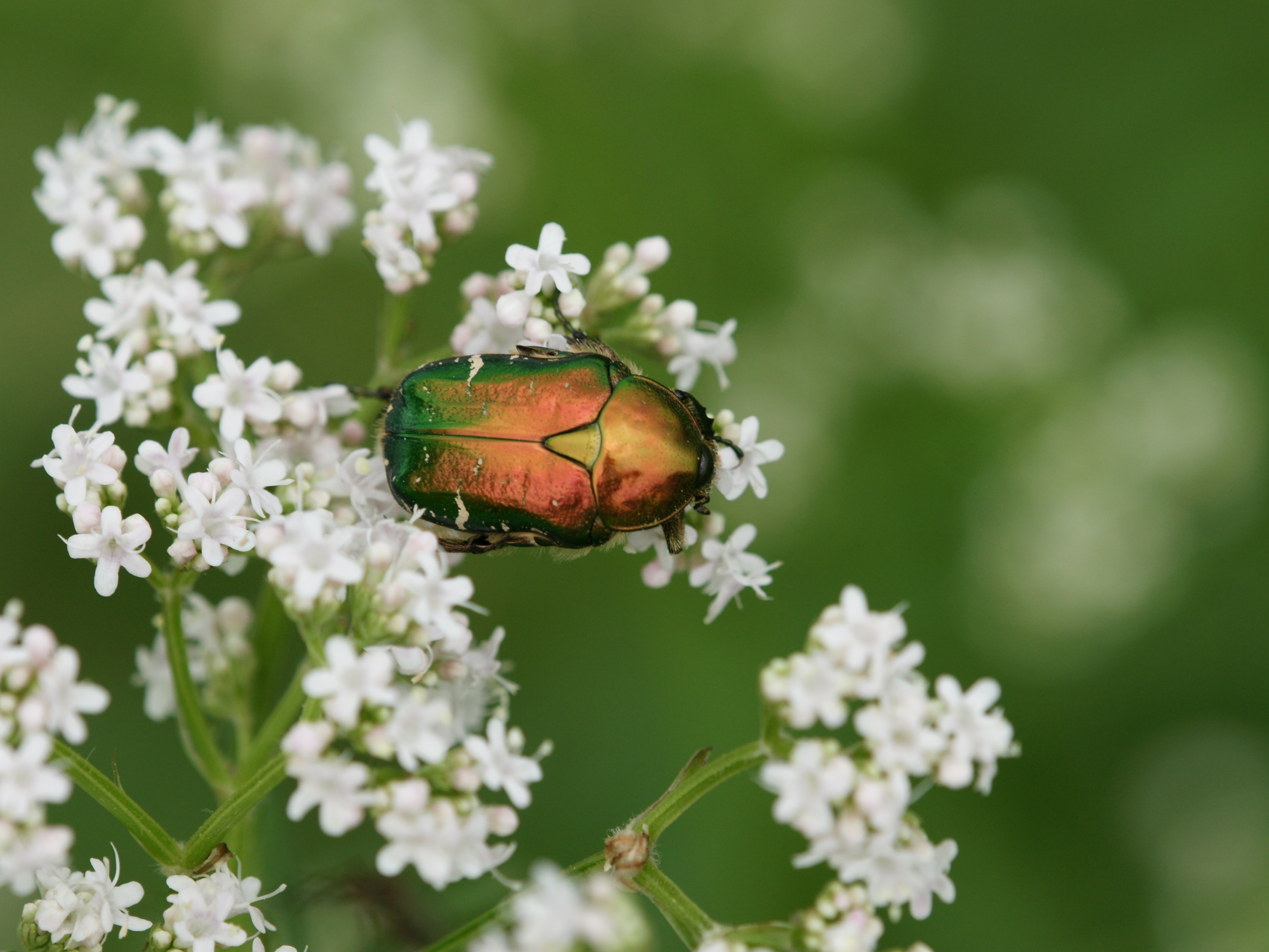
Grön och rödaktigt bronsfärgad guldbagge.
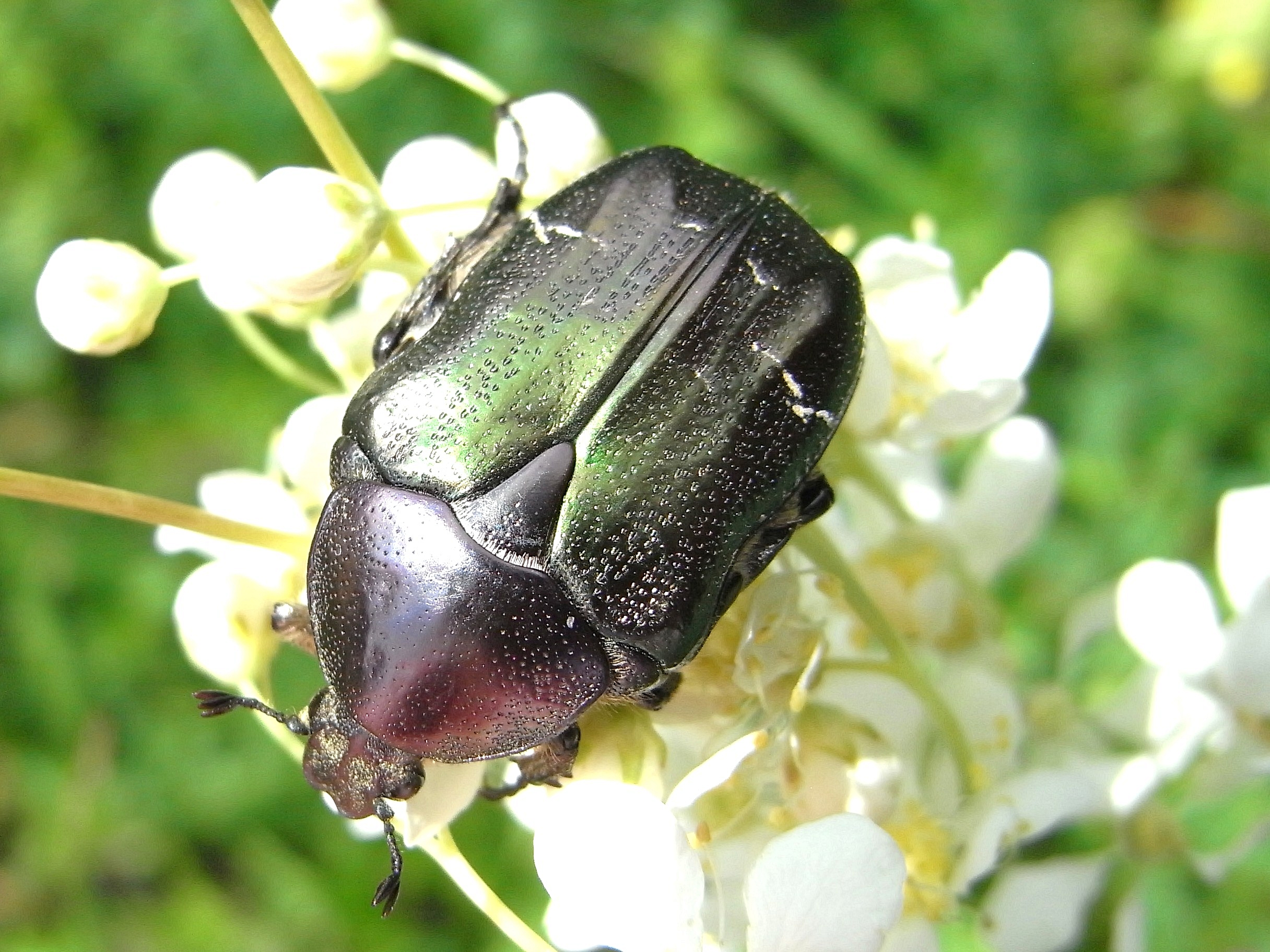
Ett mörkare blåviolett exemplar.
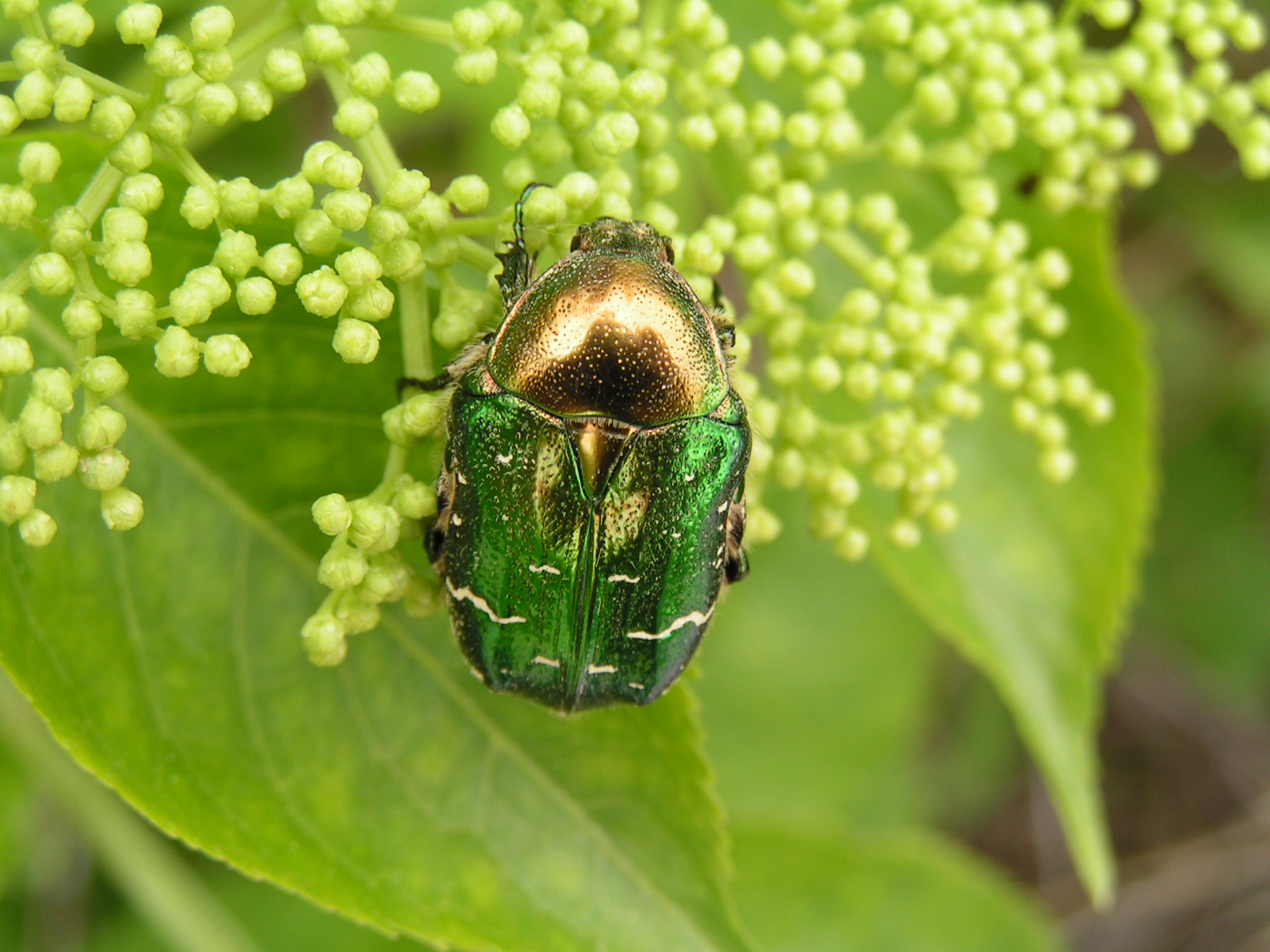
Grön och guldfärgad individ.
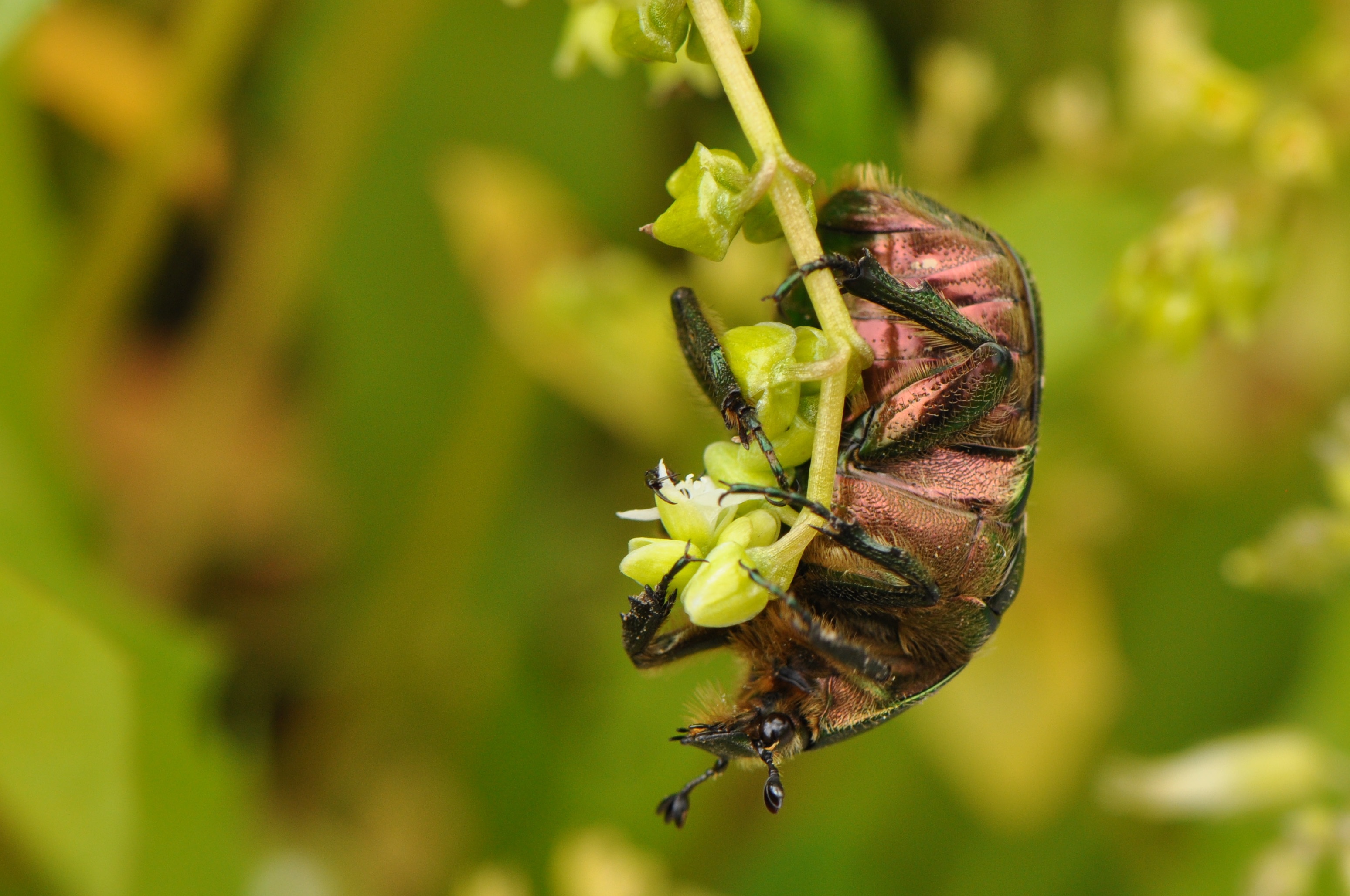
Här syns guldbaggens undersida.
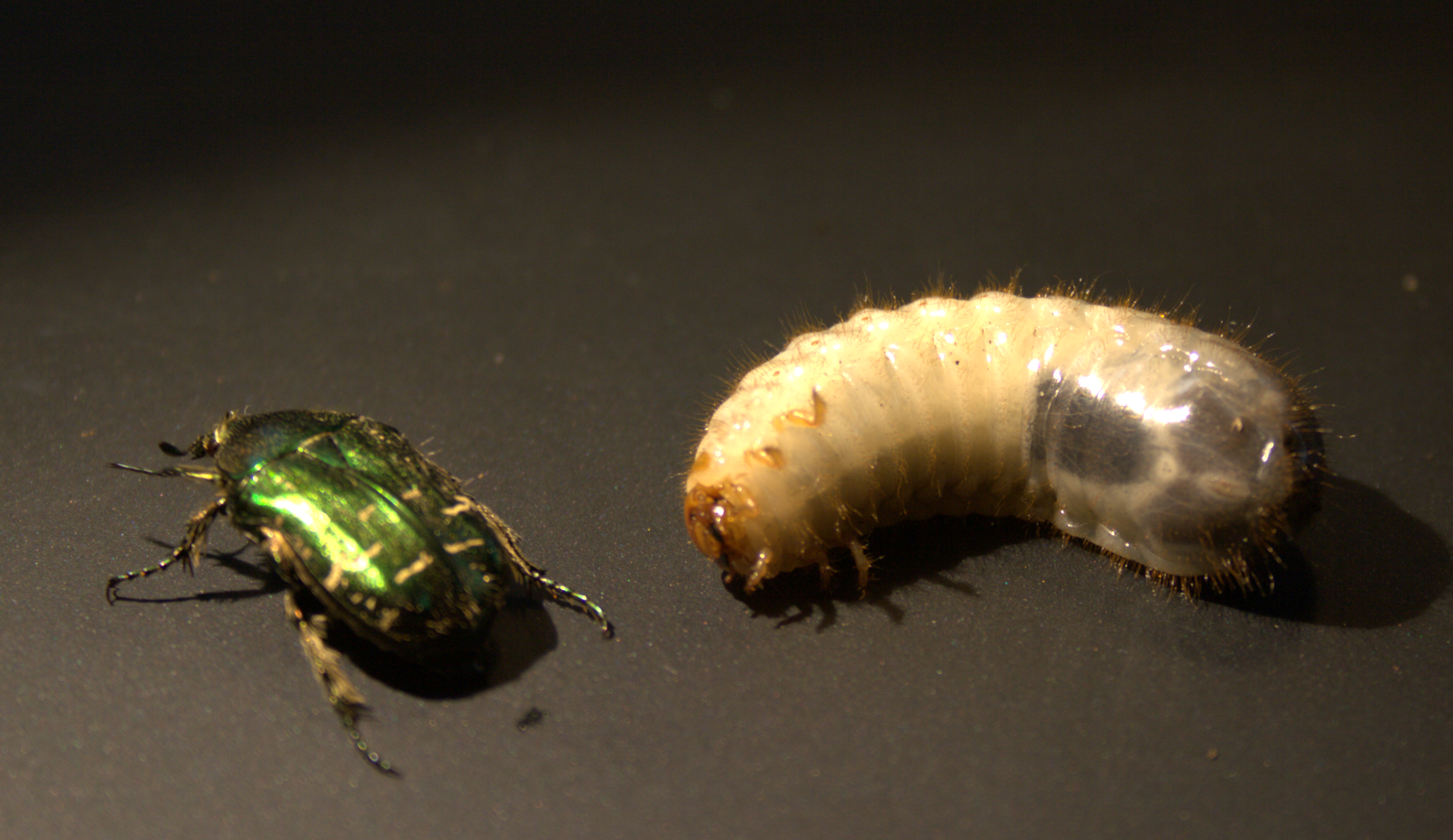
Larv och insektsstadium.
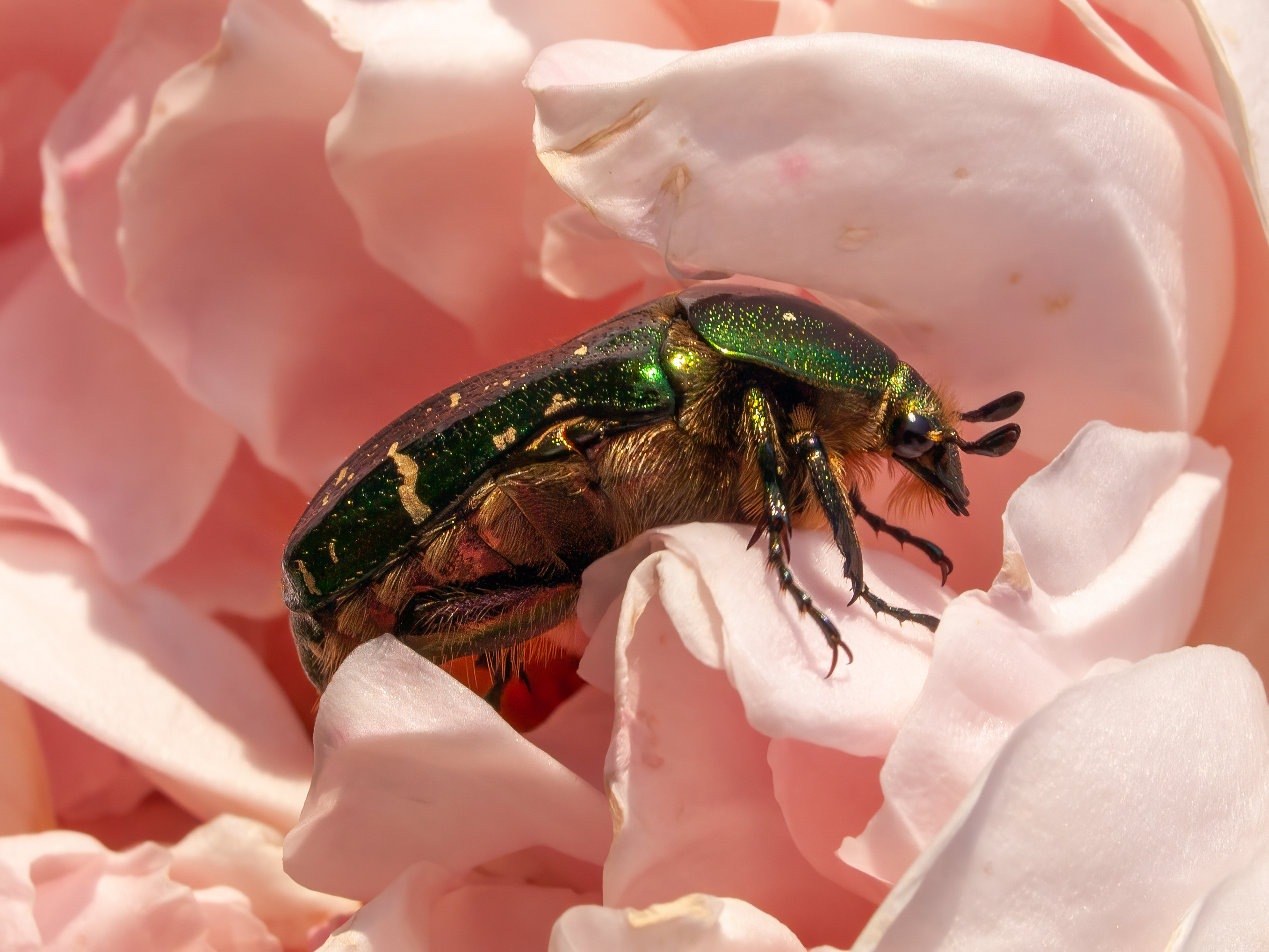
Individ på en rosa ros.

## Utbredning
Gräsgrön gulbagge förekommer i större delen av Europa och österut genom norra Asien till Sibirien. I Sverige är den vanlig upp till Jämtland.

## Levnadssätt
Guldbaggen genomgår fullständig förvandling med de fyra utvecklingsstadierna ägg, larv, puppa och imago. Livscykeln är tvåårig och den största delen av levnadstiden tillbringas som larv, som fullbildad skalbagge lever den bara i några veckor. Larven lever i håligheter i murket trä där det samlas mulm eller i jorden. Dess föda är olika multnade växtdelar, och påträffas därför även ofta i komposthögar, där den gör nytta som nedbrytare.. Efter en övervintring förpuppar den sig i juni eller juli. De fullbildade skalbaggarna kommer fram till våren, i april eller maj (beroende på skillnader i klimatet i olika delar av utbredningsområdet). Guldbaggarna ses ofta sittande på blommor och kan hittas i trädgårdar. De flyger i soligt väder. 

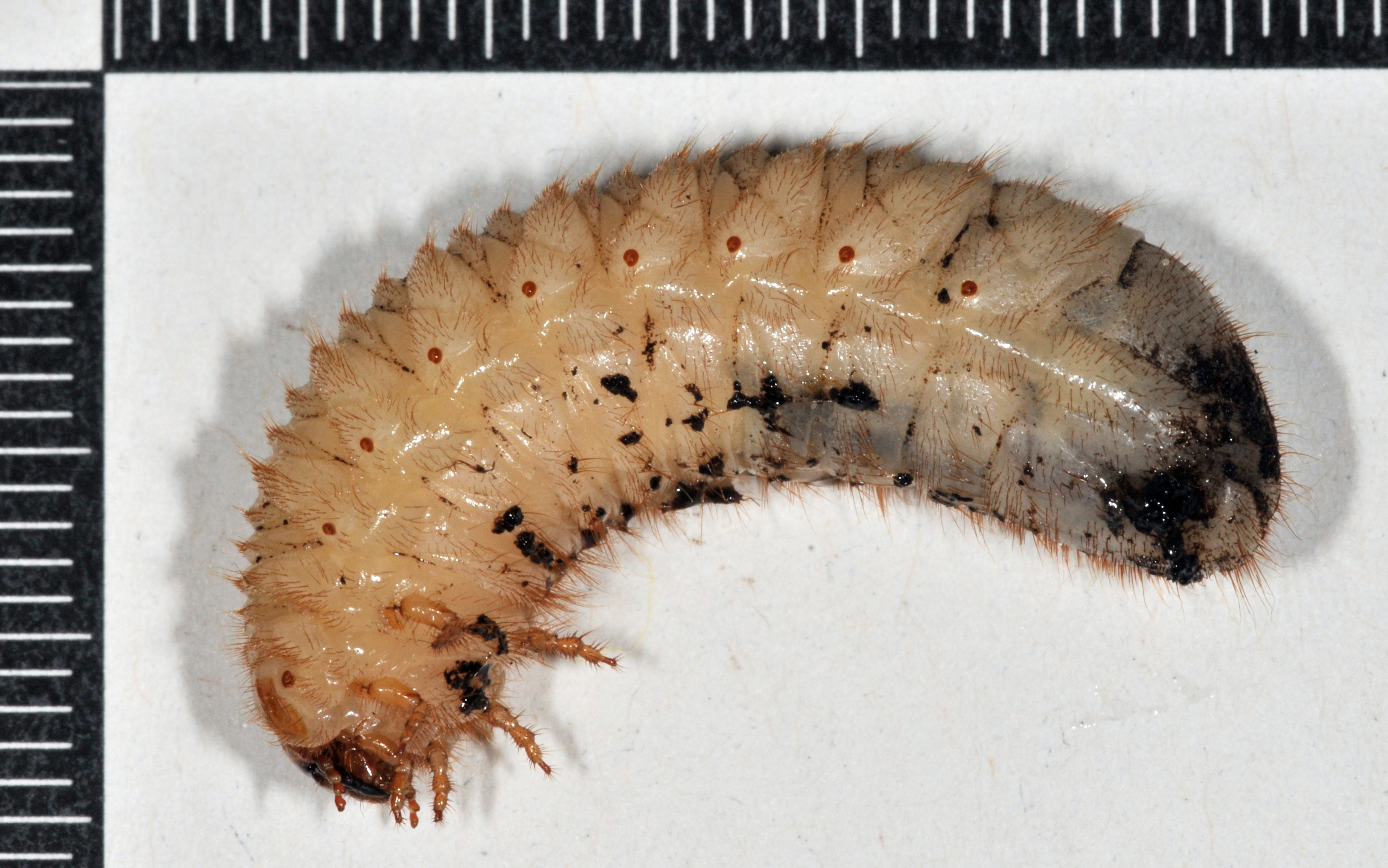
Närbild på larv.
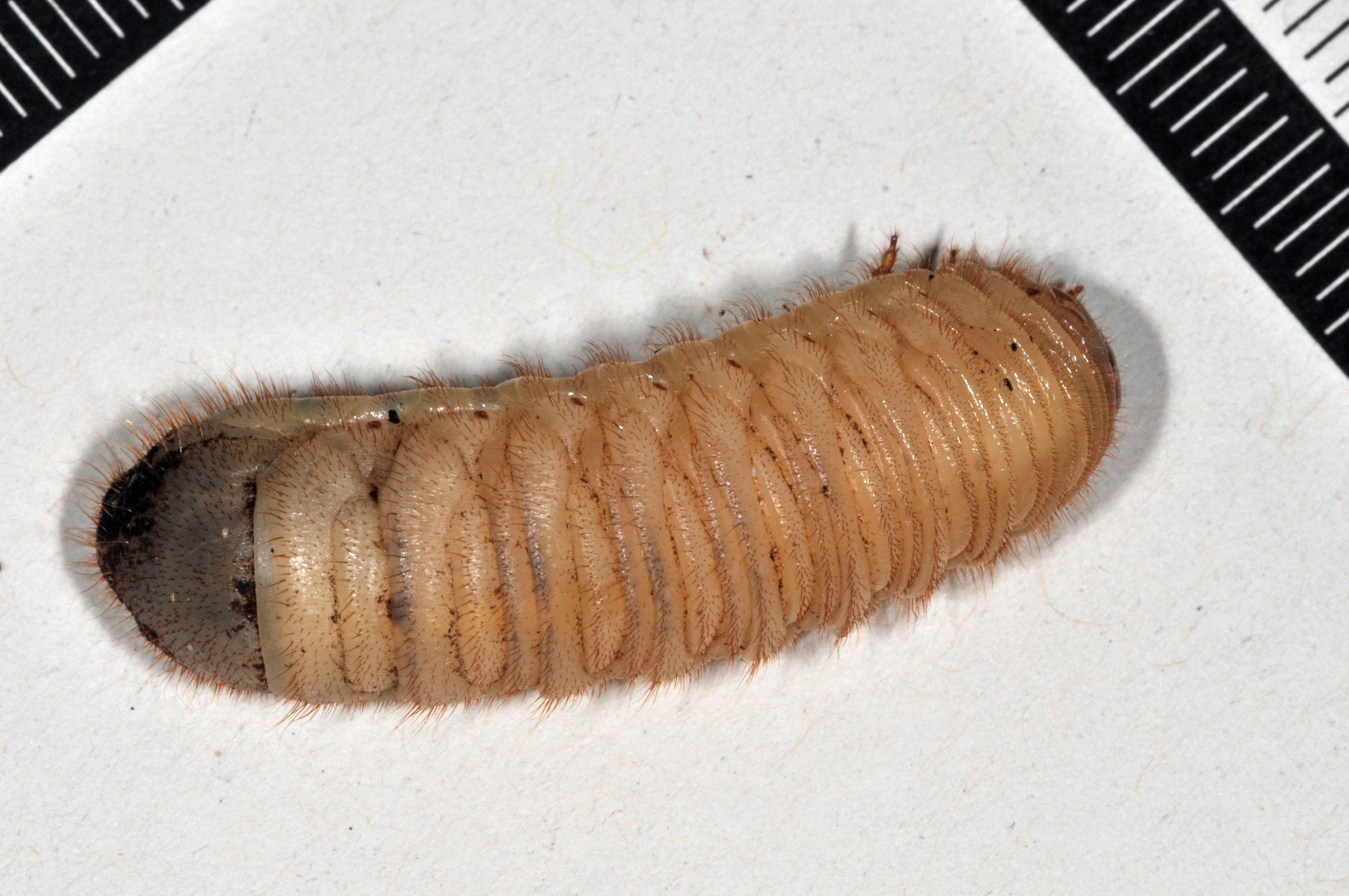
Närbild på larv.
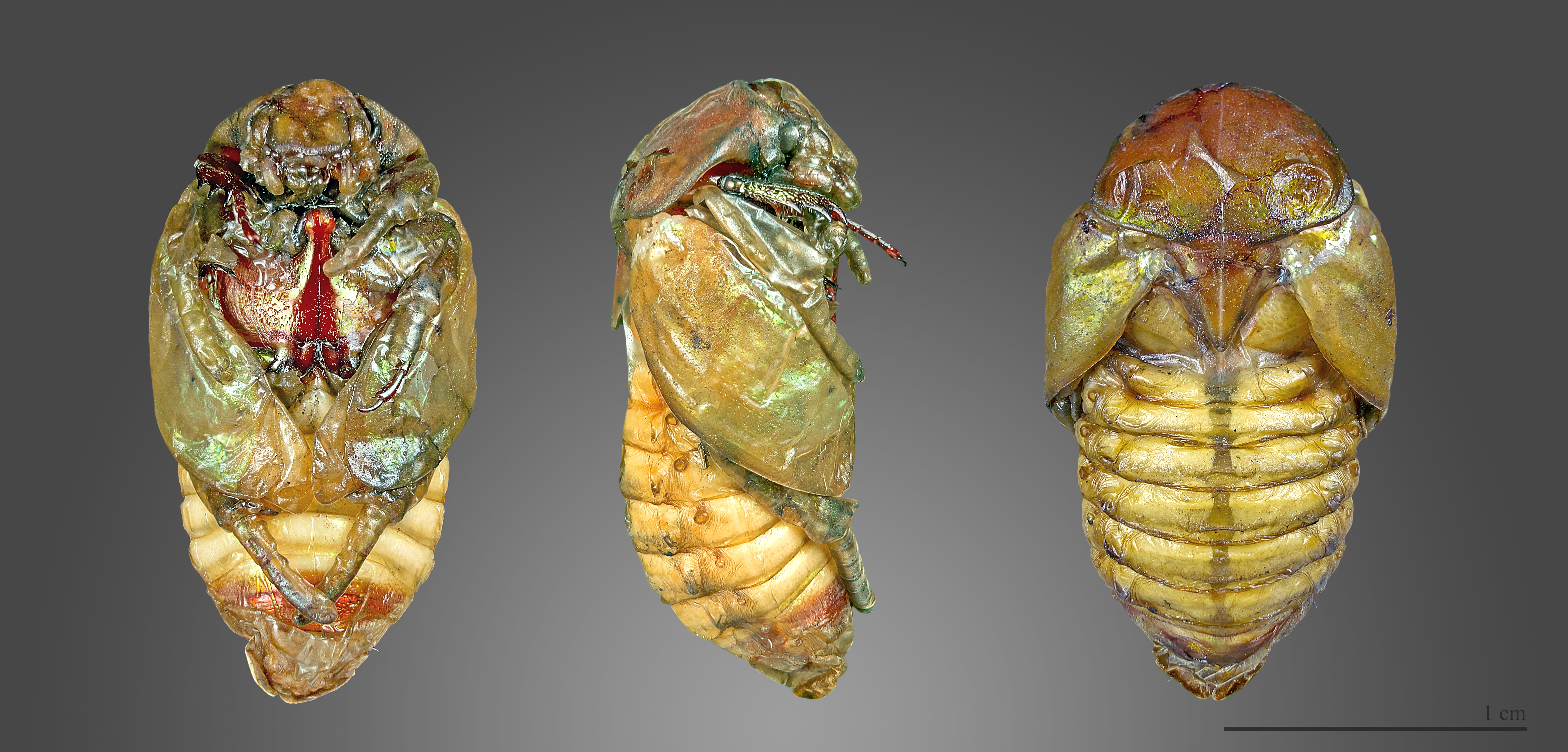
Puppa.
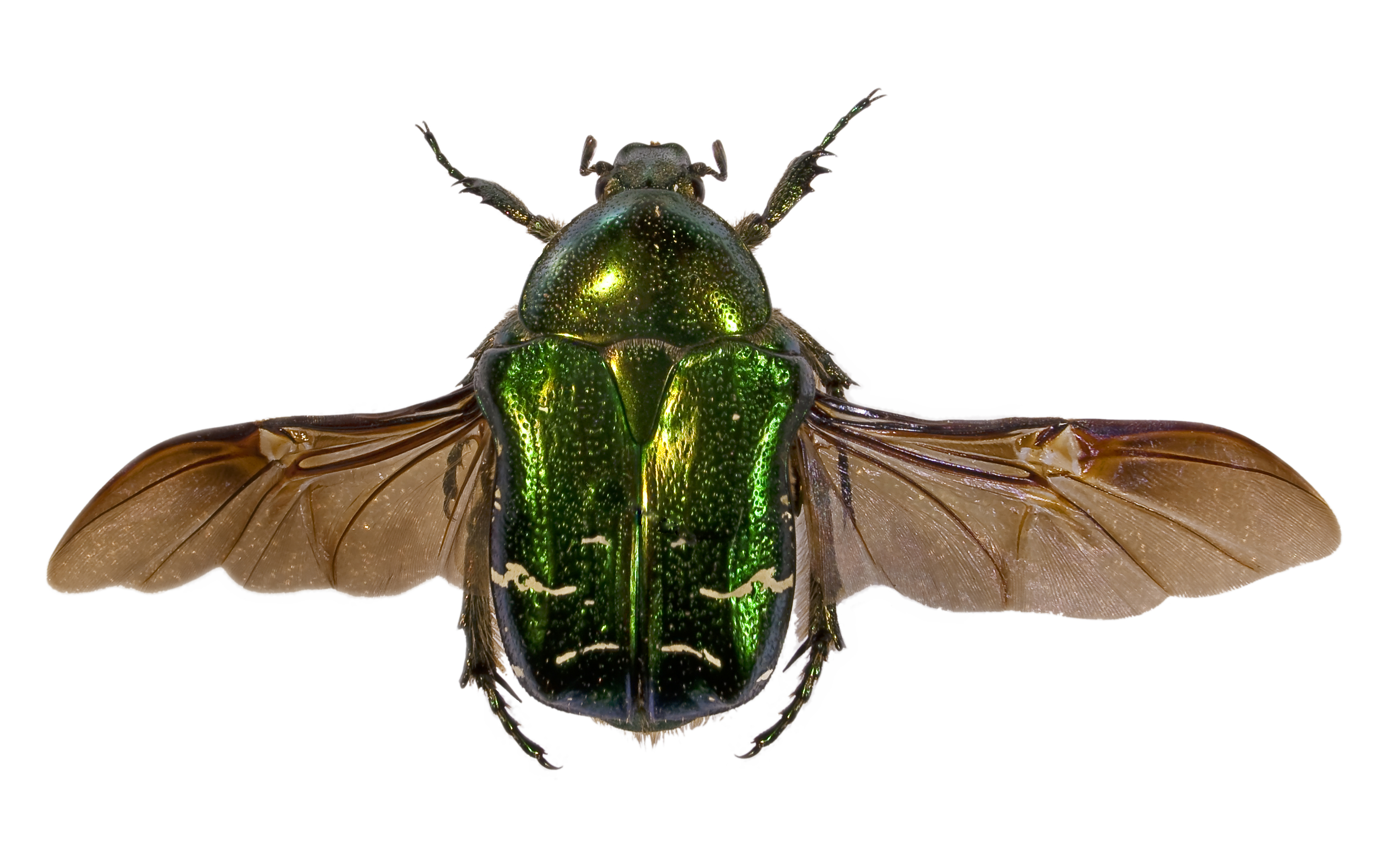
Individ med utbredda vingar.
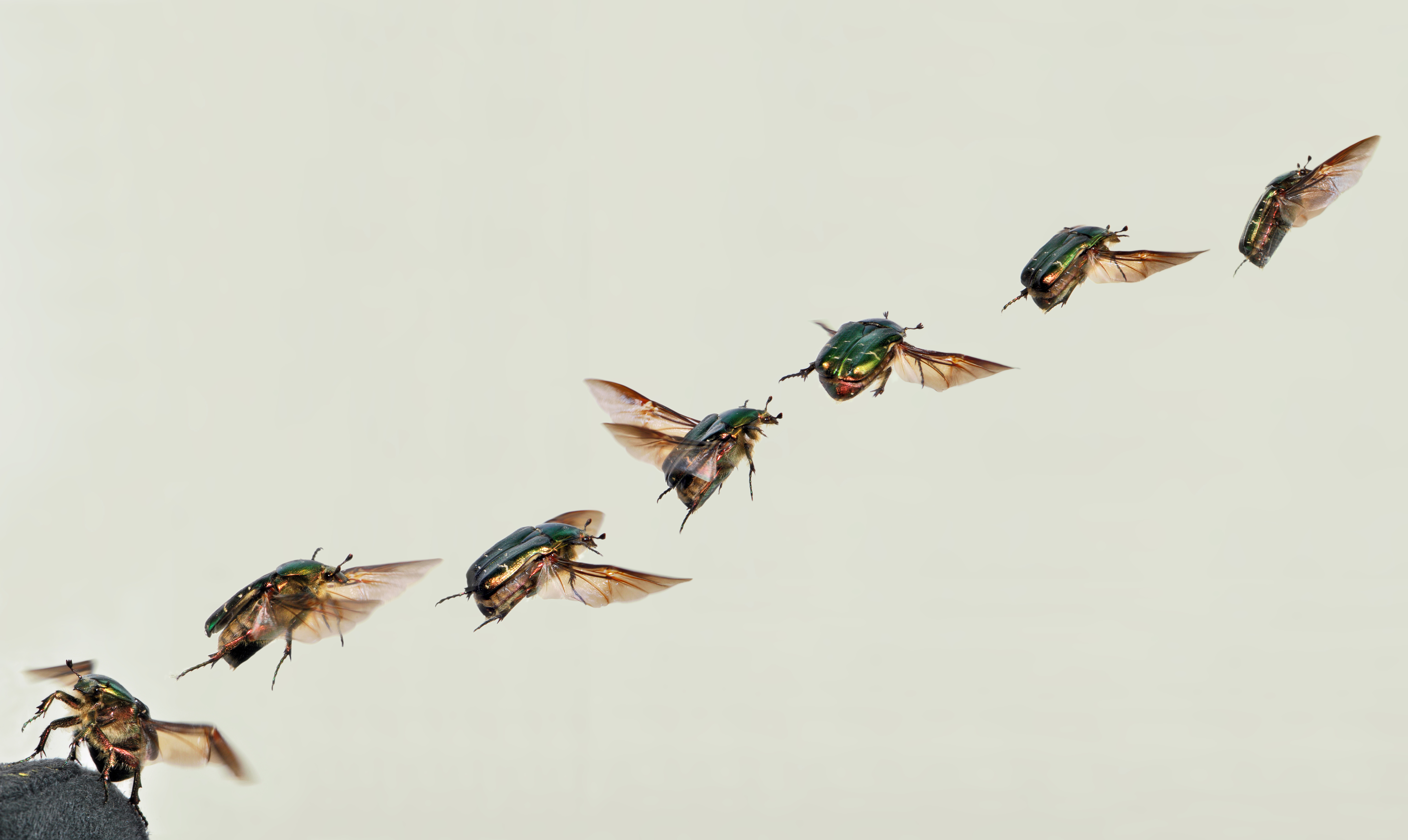
Guldbagge i flykt (bildsekvens).